# Циганков Віктор Віталійович
Ві́ктор Віта́лійович Циганко́в (нар. 15 листопада 1997, Нагарія, Ізраїль) — український футболіст, правий вінгер іспанського клубу «Жирона» та національної збірної України.

## Клубна кар'єра

### Ранні роки
Народився в родині футбольного воротаря Віталія Циганкова.
Після повернення родини в Україну розпочав займатися футболом у вінницькій ДЮСШ «Нива». Першим тренером Віктора був Микола Миколайович Загоруйко, який і побачив у хлопці гравця лінії атаки. З раннього віку і фактично до переходу в «Динамо» Циганков діяв як відтягнутий нападник, а після приєднання до табору «біло-синіх», став грати і на правому фланзі атаки.[джерело?]
До Києва Віктор перебрався в сезоні 2010/11, відігравши першу половину чемпіонату ДЮФЛУ за свою рідну команду, а другу — вже за «Динамо», куди його запросив селекціонер «Динамо» Іван Терлецький. Паралельно гравцем цікавився донецький «Шахтар», проте свій вибір він зробив на користь столичного клубу.

### «Динамо»

#### Молодіжний рівень
У динамівській академії Циганков устиг пограти під керівництвом Павла Кікотя, Андрія Біби, Юрія Єськіна й Олексія Дроценка. Після цього здобув бронзу фінальної частини ДЮФЛУ серед 17-річних сезону 2012/13, завоювати яку допоміг саме дубль Циганкова в поєдинку за третє місце.
Випускався ж Циганков з хлопцями 1996 року народження, хоча сам народився 1997-го. Закінчивши динамівську академію, Циганков знову опинився попереду своїх партнерів по команді, будучи зарахованим не в команду U-19, а відразу до молодіжного складу «Динамо».
Влітку 2014 року Циганков у віці 16 років відправився на перший тренувальний збір до Австрії з основною командою. Там само він дебютував у головній клубній команді, провівши другий тайм гри проти австрійського СК «Швац», а в черговій контрольній грі проти «Скендербеу» навіть забив гол.
У сезоні 2015/16 виступав за команду U-19 у першій для динамівців Юнацькій лізі УЄФА, допомігши перемогти в першому матчі основного конкурента за вихід у стадію плей-оф «Порту», а також забив домашній гол в останній зустрічі з тель-авівським «Маккабі», який допоміг киянам виграти й вийти у плей-оф.

#### Сезон 2016—2017
14 серпня 2016 року Циганков дебютував за першу команду в матчі Прем'єр-ліги проти кам'янської «Сталі». Віктор вийшов на поле на 77-й хвилині замість Артема Громова за рахунку 1:0 на користь «сталеварів» і допоміг команді здобути вольову перемогу 2:1. Після матчу головний тренер Сергій Ребров сказав, що Циганков підсилив гру. Дебют у Лізі чемпіонів відбувся 13 вересня 2016 року, у домашньому матчі проти «Наполі», де віддав гольову передачу на 26-й хвилині. Дебютним голом відзначився у ворота «Олімпіка» в матчі чемпіонату. У наступній грі проти турецького «Бешикташа» забив перший гол у єврокубках і допоміг «Динамо» зіграти внічию. Продовжив гольову серію в наступному поєдинку проти «Зірки». Згодом відзначився і дебютним голом у Кубку України.
Таким чином Циганков поступово переходив до ролі основного гравця команди. У сезоні зіграв майже 1000 хвилин.

#### Сезон 2017—2018
Сезон розпочався з дебюту в Суперкубку України, де Віктор результативними діями не відзначився і покинув поле на 68-й хвилині.
29 липня 2017 року Віктор Циганков став наймолодшим автором хет-трику в історії київського «Динамо», який допоміг киянам здобути домашню розгромну перемогу над львівськими «Карпатами» (5:0).
Через декілька турів відзначився голом у ворота «Олександрії». Наступний матч проти «Скендербеу» став для гравця дебютним у Лізі Європи УЄФА, а в матчі-відповіді Циганков забив гол і віддав гольовий пас, але це не допомогло команді зіграти навіть унічию. У наступних двох поєдинках проти «Сталі» і «Маріуполя» теж відзначився результативними діями.
Друга частина сезону почалася з гри 1/16 фіналу Ліги Європи проти грецького клубу АЕК. Рахунок у матчі відкрив Циганков, а за результатом двох матчів кияни пішли далі в турнірі. У наступній грі вразив ворота «Олімпіка». З матчу проти «Вереса» почалася трьохматчева гольова серія Віктора, що продовжилася взяттям воріт «Зорі» і закінчилася голом п'ятою у ворота «Лаціо». У 25-му турі чемпіонату гравець відзначився взяттям воріт «Маріуполя».

#### Сезон 2018—2019
8 грудня зробив другий за кар'єру хет-трик львівським «Карпатам».
У підсумку став кращим гравцем сезону в УПЛ за системою «гол+пас» (18+11), проте посів другу сходинку як у гонці бомбардирів, так і у списку найкращих асистентів, відставши на 1 бал від «гірників» Жуніора Мораєса та Тайсона, відповідно.

#### Сезон 2019—2020
У сезоні 2019/2020 провів 39 матчів за «Динамо», забивши 17 голів і зробивши 8 гольових передач.
Важливою подією сезону була зміна тренера команди. Олександра Хацкевича на посту головного тренера замінив Олексій Михайличенко. «Динамо» зайняло друге місце в турнірній таблиці, поступившись чемпіонством донецькому «Шахтарю», але виграли кубок України, перегравши у фіналі полтавську «Ворсклу». У фіналі кубку Циганков відзначився забитим голом у серії післяматчевих пенальті. 
За збірну відіграв у 7 матчах кваліфікації до Євро-2020, відзначався голом проти збірної Люксембургу та дублем у ворота збірної Сербії.
Сезон 2020—2021
Протягом сезону провів 37 матчів, забивши 15 голів і зробивши 6 гольових передач, ставши кращим бомбардиром «Динамо». У цьому сезоні новим тренером команди став Мірчу Луческу. Із допомогою Віктора Циганкова «Динамо» здобуло перемогу в чемпіонаті України та Кубку України. Також брав участь у матчах за збірну України, яка досягла чвертьфіналу Євро-2020, яке через пандемію COVID-19 було перенесено на 2021 рік.
Сезон 2021—2022
Відігравши 25 матчів забив 12 голів та віддав 3 гольові передачі. Чемпіонат України було призупинено достроково через російське вторгнення в Україну та введення на її території воєнного стану.

### «Жирона»
Сезон 2022—2023
Першу половину сезону провів у складі київського «Динамо» та згодом у рамках зимового трансферного вікна перейшов до складу футбольного клубу «Жирона». Сума трансферної угоди склала всього 5 мільйонів євро, що зумовлено спливаючим терміном контракту футболіста з «Динамо», який закінчувався наступним літом.  Циганков дебютував у складі нової команди 5 лютого 2023 року в переможному матчі проти «Валенсії», тоді на полі він з'явився на 78-й хвилині матчу з лави запасних. 
Циганков вперше вийшов в основі «Жирони» у матчі 22-го туру Ла Ліги проти «Альмерії» та забив у цьому матчі свій перший гол, а також віддав першу гольову передачу.

## Виступи за збірну
З 2012 року виступав за юнацькі збірні. Спершу у складі збірної до 17 років він став співавтором м'яча в ворота однолітків з Німеччини в еліт-раунді відбору до Євро-2013, коли «жовто-сині», граючи вдесятьох, завдяки цьому єдиному голу зуміли здобути путівку на чемпіонат Європи. Проте на самому турнірі українці разом з Циганковим так і не вийшли з групи. Через два роки у складі юнацької збірної України U-19 Циганков вийшов до фінальної частини чемпіонату Європи 2015 року, де зіграв 3 матчі, але українці знову зайняли останнє місце в групі і не вийшли в плей-оф.
Улітку 2016 року у віці 18 років дебютував за молодіжну збірну України, а 12 листопада того ж року вперше зіграв за національну збірну. Перший м'яч у складі «жовто-блакитних» забив 25 березня 2019 року у своєму 13-му поєдинку — виїзному матчі відбору на Євро-2020 проти збірної Люксембургу (2:1), а вже в наступному поєдинку, 7 червня на «Арені Львів», відзначився двома голами у воротах Сербії, розпочавши найбільшу для балканців в історії поразку.

## Родина та особисте життя
Дружина – Романа Прокопович, з якою футболіст одружився 26 червня 2022 року. 23 березня 2023 року у Віктора Циганкова народився син. 

## Статистика

### Клубна статистика
Станом на 3 травня 2025 року
| Сезон             | Команда           | Чемпіонат         | Чемпіонат | Чемпіонат | Національний кубок | Національний кубок | Національний кубок | Континентальні кубки | Континентальні кубки | Континентальні кубки | Інші змагання | Інші змагання | Інші змагання | Усього | Усього |
| Сезон             | Команда           | Ліга              | Ігор      | Голів     | Ліга               | Ігор               | Голів              | Ліга                 | Ігор                 | Голів                | Ліга          | Ігор          | Голів         | Ігор   | Голів  |
| ----------------- | ----------------- | ----------------- | --------- | --------- | ------------------ | ------------------ | ------------------ | -------------------- | -------------------- | -------------------- | ------------- | ------------- | ------------- | ------ | ------ |
| 2016–17           | «Динамо»          | УПЛ               | 20        | 3         | КУ                 | 3                  | 1                  | ЛЧ                   | 6                    | 1                    | СК            | 0             | 0             | 29     | 5      |
| 2017–18           | «Динамо»          | УПЛ               | 27        | 13        | КУ                 | 2                  | 1                  | ЛЧ/ЛЄ                | 1+9                  | 0+3                  | СК            | 1             | 0             | 40     | 17     |
| 2018–19           | «Динамо»          | УПЛ               | 31        | 18        | КУ                 | 1                  | 0                  | ЛЧ/ЛЄ                | 4+9                  | 0+2                  | СК            | 1             | 0             | 46     | 20     |
| 2019–20           | «Динамо»          | УПЛ               | 27        | 14        | КУ                 | 4                  | 1                  | ЛЧ/ЛЄ                | 2+6                  | 0+2                  | СК            | 0             | 0             | 39     | 17     |
| 2020–21           | «Динамо»          | УПЛ               | 20        | 12        | КУ                 | 3                  | 1                  | ЛЧ/ЛЄ                | 7+4                  | 2+0                  | СК            | 0             | 0             | 34     | 15     |
| 2021–22           | «Динамо»          | УПЛ               | 18        | 11        | КУ                 | 0                  | 0                  | ЛЧ                   | 6                    | 0                    | СК            | 1             | 0             | 25     | 11     |
| 2022–23           | «Динамо»          | УПЛ               | 13        | 6         | -                  | -                  | -                  | ЛЧ/ЛЄ                | 4+6                  | 1+2                  | -             | -             | -             | 23     | 9      |
| Всього Динамо     | Всього Динамо     | Всього Динамо     | 156       | 77        | —                  | 13                 | 4                  | —                    | 64                   | 13                   | —             | 3             | 0             | 236    | 94     |
| 2022–23           | «Жирона»          | ЛЛ                | 19        | 3         | -                  | -                  | -                  | -                    | -                    | -                    | -             | -             | -             | 19     | 3      |
| 2023–24           | «Жирона»          | ЛЛ                | 30        | 8         | КІ                 | 3                  | 0                  | -                    | -                    | -                    | -             | -             | -             | 33     | 8      |
| 2024–25           | «Жирона»          | ЛЛ                | 22        | 2         | КІ                 | 0                  | 0                  | ЛЧ                   | 5                    | 0                    | -             | -             | -             | 27     | 2      |
| Всього «Жирону»   | Всього «Жирону»   | Всього «Жирону»   | 71        | 13        | —                  | 3                  | 0                  | —                    | 5                    | 0                    | —             | —             | —             | 79     | 13     |
| Всього за кар'єру | Всього за кар'єру | Всього за кар'єру | 227       | 90        | —                  | 16                 | 4                  | —                    | 69                   | 13                   | —             | 3             | 0             | 315    | 107    |

### Матчі за збірну
Станом на 10 червня 2025 року
| Дата       | Місто      | Господарі            | Результат | Гості                | Турнір                                    | Голи | Примітки |
| ---------- | ---------- | -------------------- | --------- | -------------------- | ----------------------------------------- | ---- | -------- |
| 12-11-2016 | Одеса      | Україна              | 1 – 0     | Фінляндія            | Відбір до ЧС 2018                         | -    | 83'      |
| 15-11-2016 | Харків     | Україна              | 2 – 0     | Сербія               | товариський матч                          | -    | 65'      |
| 06-06-2017 | Ґрац       | Україна              | 0 – 1     | Мальта               | товариський матч                          | -    | 46'      |
| 23-03-2018 | Київ       | Україна              | 1 – 1     | Саудівська Аравія    | товариський матч                          | -    | 46'      |
| 27-03-2018 | Льєж       | Україна              | 2 – 1     | Японія               | товариський матч                          | -    | 79'      |
| 06-09-2018 | Брно       | Чехія                | 1 – 2     | Україна              | Ліга націй УЄФА 2018—2019 - груповий етап | -    | 77'      |
| 09-09-2018 | Львів      | Україна              | 1 – 0     | Словаччина           | Ліга націй УЄФА 2018—2019 - груповий етап | -    | 78'      |
| 10-10-2018 | Генуя      | Італія               | 1 – 1     | Україна              | товариський матч                          | -    | 46'      |
| 16-10-2018 | Київ       | Україна              | 1 – 0     | Чехія                | Ліга націй УЄФА 2018—2019 - груповий етап | -    | 70'      |
| 16-11-2018 | Трнава     | Словаччина           | 4 – 1     | Україна              | Ліга націй УЄФА 2018—2019 - груповий етап | -    |          |
| 20-11-2018 | Анталія    | Туреччина            | 0 – 0     | Україна              | товариський матч                          | -    | 77'      |
| 22-03-2019 | Лісабон    | Португалія           | 0 – 0     | Україна              | Відбір до ЧЄ 2020                         | -    | 67'      |
| 25-03-2019 | Люксембург | Люксембург           | 1 – 2     | Україна              | Відбір до ЧЄ 2020                         | 1    |          |
| 07-06-2019 | Львів      | Україна              | 5 – 0     | Сербія               | Відбір до ЧЄ 2020                         | 2    |          |
| 10-06-2019 | Львів      | Україна              | 1 – 0     | Люксембург           | Відбір до ЧЄ 2020                         | -    | 88'      |
| 07-09-2019 | Вільнюс    | Литва                | 0 – 3     | Україна              | Відбір до ЧЄ 2020                         | -    | 60'      |
| 10-09-2019 | Дніпро     | Україна              | 2 – 2     | Нігерія              | товариський матч                          | -    | 73'      |
| 11-10-2019 | Харків     | Україна              | 2 – 0     | Литва                | Відбір до ЧЄ 2020                         | -    | 65'      |
| 14-11-2019 | Запоріжжя  | Україна              | 1 – 0     | Естонія              | товариський матч                          | -    | 69'      |
| 17-11-2019 | Белград    | Сербія               | 2 – 2     | Україна              | Відбір до ЧЄ 2020                         | -    | 77'      |
| 06-09-2020 | Мадрид     | Іспанія              | 4 – 0     | Україна              | Ліга націй УЄФА 2020—2021 - груповий етап | -    | 56'      |
| 07-10-2020 | Париж      | Франція              | 7 – 1     | Україна              | товариський матч                          | 1    | 45'      |
| 11-10-2020 | Київ       | Україна              | 1 – 2     | Німеччина            | Ліга націй УЄФА 2020—2021 - груповий етап | -    | 69'      |
| 13-10-2020 | Київ       | Україна              | 1 – 0     | Іспанія              | Ліга націй УЄФА 2020—2021 - груповий етап | 1    | 65'      |
| 11-11-2020 | Хожув      | Польща               | 2 – 0     | Україна              | товариський матч                          | -    | 46'      |
| 23-05-2021 | Харків     | Україна              | 1 – 1     | Бахрейн              | товариський матч                          | 1    | 46'      |
| 17-06-2021 | Бухарест   | Україна              | 2 – 1     | Північна Македонія   | ЧЄ 2020 - груповий етап                   | -    | 70'      |
| 21-06-2021 | Бухарест   | Україна              | 0 – 1     | Австрія              | ЧЄ 2020 - груповий етап                   | -    | 46'      |
| 29-06-2021 | Глазго     | Швеція               | 1 – 2     | Україна              | ЧЄ 2020 - 1/8 фіналу                      | -    | 101'     |
| 03-07-2021 | Рим        | Україна              | 0 – 4     | Англія               | ЧЄ 2020 - 1/4 фіналу                      | -    | 35'      |
| 01-09-2021 | Нур-Султан | Казахстан            | 2 – 2     | Україна              | Відбір до ЧС 2022                         | -    | 58'      |
| 04-09-2021 | Київ       | Україна              | 1 – 1     | Франція              | Відбір до ЧС 2022                         | -    | 82'      |
| 09-10-2021 | Гельсінкі  | Фінляндія            | 1 – 2     | Україна              | Відбір до ЧС 2022                         | -    | 77'      |
| 12-10-2021 | Львів      | Україна              | 1 – 1     | Боснія і Герцеговина | Відбір до ЧС 2022                         | -    | 82'      |
| 11-11-2021 | Одеса      | Україна              | 1 – 1     | Болгарія             | товариський матч                          | -    | 61'      |
| 16-11-2021 | Зениця     | Боснія і Герцеговина | 0 – 2     | Україна              | Відбір до ЧС 2022                         | -    | 75'      |
| 01-06-2022 | Глазго     | Шотландія            | 1 – 3     | Україна              | Відбір до ЧС 2022                         | -    | 72'      |
| 05-06-2022 | Кардіфф    | Уельс                | 1 – 0     | Україна              | Відбір до ЧС 2022                         | -    | 77'      |
| 08-06-2022 | Дублін     | Ірландія             | 0 – 1     | Україна              | Ліга націй УЄФА 2022—2023 - груповий етап | 1    | 46'      |
| 11-06-2022 | Лодзь      | Україна              | 3 – 0     | Вірменія             | Ліга націй УЄФА 2022—2023 - груповий етап | -    |          |
| 21-09-2022 | Глазго     | Шотландія            | 3 – 0     | Україна              | Ліга націй УЄФА 2022—2023 - груповий етап | -    | 67'      |
| 24-09-2022 | Єреван     | Вірменія             | 0 – 5     | Україна              | Ліга націй УЄФА 2022—2023 - груповий етап | -    | 67'      |
| 27-09-2022 | Краків     | Україна              | 0 – 0     | Шотландія            | Ліга націй УЄФА 2022—2023 - груповий етап | -    | 75'      |
| 26-03-2023 | Лондон     | Англія               | 2 – 0     | Україна              | Відбір до ЧЄ 2024                         | -    | 61'      |
| 12-06-2023 | Бремен     | Німеччина            | 3 – 3     | Україна              | товариський матч                          | 2    | 71'      |
| 16-06-2023 | Скоп'є     | Північна Македонія   | 2 – 3     | Україна              | Відбір до ЧЄ 2024                         | 1    | 90+3'    |
| 19-06-2023 | Трнава     | Україна              | 1 – 0     | Мальта               | Відбір до ЧЄ 2024                         | 1    | 90+5'    |
| 09-09-2023 | Вроцлав    | Україна              | 1 – 1     | Англія               | Відбір до ЧЄ 2024                         | -    |          |
| 12-09-2023 | Мілан      | Італія               | 2 – 1     | Україна              | Відбір до ЧЄ 2024                         | -    | 75'      |
| 20-11-2023 | Леверкузен | Україна              | 0 – 0     | Італія               | Відбір до ЧЄ 2024                         | -    | 80'      |
| 26-03-2024 | Вроцлав    | Україна              | 2 – 1     | Ісландія             | Відбір до ЧЄ 2024                         | 1    | 88'      |
| 03-06-2024 | Нюрнберг   | Німеччина            | 0 – 0     | Україна              | товариський матч                          | -    | 64'      |
| 07-06-2024 | Варшава    | Польща               | 3 – 1     | Україна              | товариський матч                          | -    | 70'      |
| 11-06-2024 | Кишинів    | Молдова              | 0 – 4     | Україна              | товариський матч                          | 1    | 68'      |
| 17-06-2024 | Мюнхен     | Румунія              | 3 – 0     | Україна              | ЧЄ 2024 - груповий етап                   | -    | 62'      |
| 07-09-2024 | Прага      | Україна              | 1 – 2     | Албанія              | Ліга націй УЄФА 2024—2025 - груповий етап | -    | 81'      |
| 10-09-2024 | Прага      | Чехія                | 3 – 2     | Україна              | Ліга націй УЄФА 2024—2025 - груповий етап | -    | 68'      |
| 20-03-2025 | Марбелья   | Україна              | 3 – 1     | Бельгія              | Ліга націй УЄФА 2024—2025 - плей-оф       | -    |          |
| 23-03-2025 | Генк       | Бельгія              | 3 – 0     | Україна              | Ліга націй УЄФА 2024—2025 - плей-оф       | -    | 69'      |
| 07-06-2025 | Торонто    | Канада               | 4 – 2     | Україна              | товариський матч                          | -    | 66'      |
| 10-06-2025 | Торонто    | Нова Зеландія        | 1 – 2     | Україна              | товариський матч                          | -    | 74' 83'  |
| Усього     |            | Матчів               | 61        |                      | Голів (6 місце)                           | 13   |          |

## Титули

### «Динамо (Київ)»
- Чемпіон України (1): 2020/21
- Володар Суперкубку України (3): 2018, 2019, 2020
- Володар Кубку України (2): 2019—20, 2020—21

#### Індивідуальні
- Футболіст року в Україні: 2018
- Футболіст року в чемпіонаті України: 2020